# Левадное (Покровский район)
Левадное (укр. Левадне) — село,
Покровский поселковый совет,
Покровский район,
Днепропетровская область,
Украина.
До 2016 года село носило название Циково.
Код КОАТУУ — 1224255117. Население по переписи 2001 года составляло 953 человека.

## Географическое положение
Село Левадное находится на правом берегу реки Волчья,
выше по течению на расстоянии в 1 км расположено село Черненково,
ниже по течению на расстоянии в 6 км расположено село Романки,
на противоположном берегу — село Катериновка.
На расстоянии в 1 км расположен пгт Покровское.
Рядом проходит автомобильная дорога Т-0401.

## История
- 1808 — дата основания.
- 1934 г. — постановлением Всеукраинского ЦИК хутор Шульгин переименован в хутор имени товарища Цикова[3].

## Объекты социальной сферы
- Спортивная школа.